# آب‌نو (ترکمنستان)
آب‌نو (به ترکمنی: Änew، أنو) یک منطقهٔ مسکونی در ترکمنستان است که در استان آخال واقع شده‌است.

## خصوصیات
آب‌نو ۹٬۳۳۲ نفر جمعیت دارد.